# Maryland (Nueva York)
Maryland es un pueblo ubicado en el condado de Otsego en el estado estadounidense de Nueva York. En el año 2000 tenía una población de 1,920 habitantes y una densidad poblacional de 14 personas por km².

## Geografía
Maryland se encuentra ubicado en las coordenadas 42°32′27″N 74°51′23″O / 42.54083, -74.85639.

## Demografía
Según la Oficina del Censo en 2000 los ingresos medios por hogar en la localidad eran de $33,821 y los ingresos medios por familia eran $39,020. Los hombres tenían unos ingresos medios de $27,245 frente a los $20,898 para las mujeres. La renta per cápita para la localidad era de $16,120. Alrededor del 12.6% de la población estaban por debajo del umbral de pobreza.